# Simplon-Hospiz
| Periode         | Prior                     |
| --------------- | ------------------------- |
| 1802 (Juli/Aug) | Gabriel d’Allèves         |
| 1802–1807       | Laurent-Hippolyte Ballet  |
| 1807–1821       | Gabriel d’Allèves         |
| 1821–1835       | Etienne-Sébastien Pellaux |
| 1835            | Jean-Baptiste Darbellay   |
| 1836–1858       | Pierre-Joseph Barras      |
| 1858–1861       | Pierre-Joseph Deléglise   |
| 1862–1875       | Basile Frossard           |
| 1876–1877       | Camille Rosset            |
| 1877–1892       | Angelin Carron            |
| 1898–1910       | Maurice Borter            |
| 1910–1930       | André Favre               |
| 1930–1934       | Candide Borgeat           |
| 1934–1940       | Etienne Coquoz            |
| 1940–1943       | Clément Moulin            |
| 1943–1946       | Fabien Melly              |
| 1946–1950       | Antoine Mudry             |
| 1950–1952       | Lucien Quaglia            |
| 1952–1959       | René Giroud               |
| 1959–1966       | Gratien Volluz            |
| 1966–1968       | Paul Bruchez              |
| 1968–1971       | Jean Emonet               |
| 1971–1974       | Jean-Claude Ducrey        |
| 1974–1983       | Benoît Vouilloz           |
| 1983–1995       | Klaus Sarbach             |
| 1995–2007       | Michel Praplan            |
| 2007–2009       | Jean-Pierre Voutaz        |
| 2009–2012       | Daniel Salzgeber          |
| 2012–2015       | Jean-Pascal Genoud        |
| 2015–2023       | François Lamon            |
| 2023–heute      | Daniel Salzgeber          |

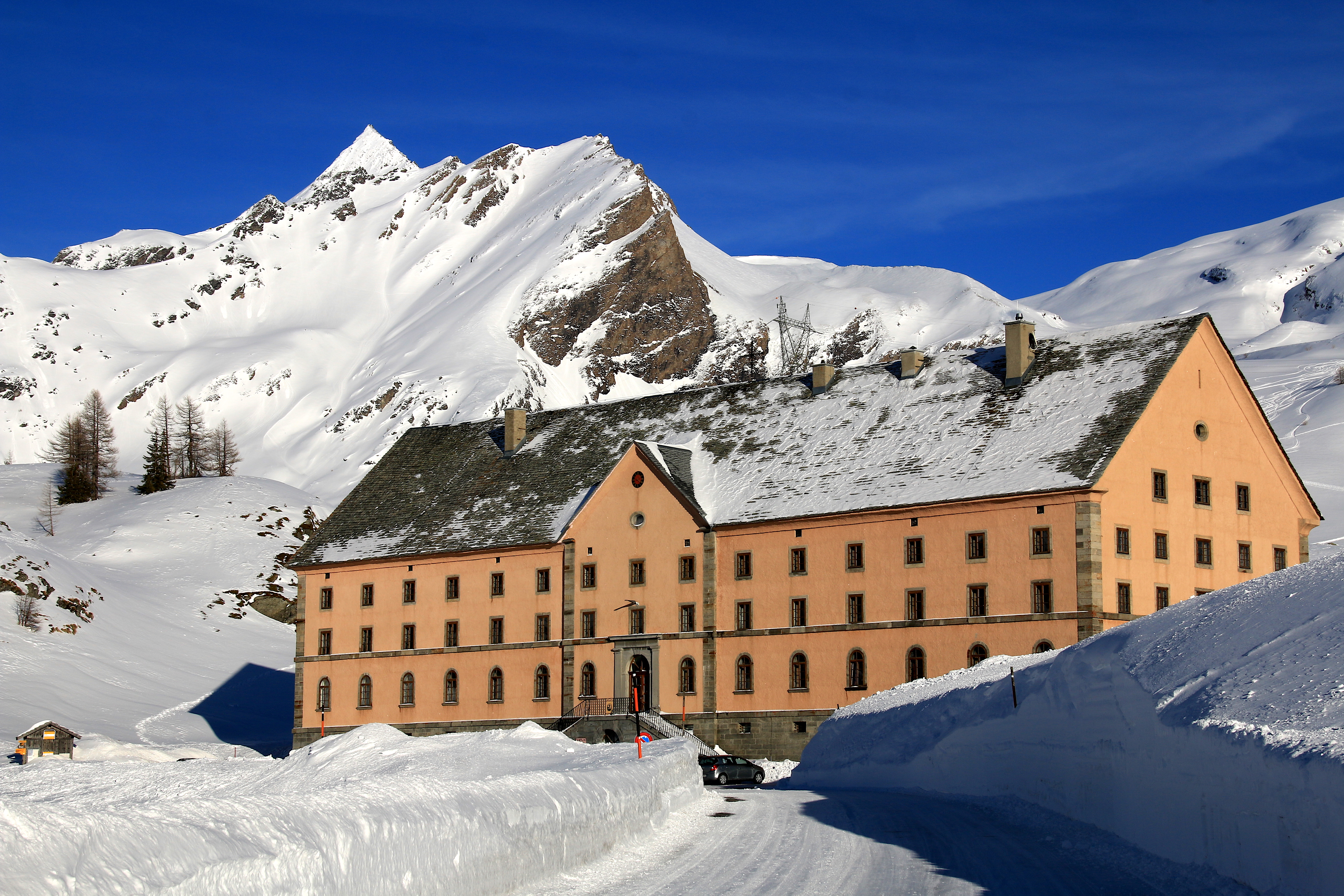
Das Simplon-Hospiz der Augustiner-Chorherren

Das Simplon-Hospiz ist ein Hospiz der Augustiner-Chorherren auf dem Simplonpass.
Sein Bau wurde 1801 auf Befehl von Napoleon Bonaparte begonnen und 1831 durch die Augustiner-Chorherren des Hospizes auf dem Grossen St. Bernhard vollendet. Es befindet sich auf einer Höhe von 1997 m ü. M. in der Gemeinde Simplon VS.

## Geschichte
Durch ein Dekret vom 21. Februar 1801 verordnete Napoleon Bonaparte, der ein Jahr zuvor mit seiner ganzen Armee den Pass vom Grossen St. Bernhard überschritten hatte, auf dem Simplonpass ein Hospiz zu errichten. Von 1802 bis 1831 übten die Augustiner-Chorherren die Gastfreundschaft erst im Alten Hospiz, zwei Kilometer südlich des Passes aus. 1806 wurde die napoleonische Strasse über den Pass und durch die Gondoschlucht eröffnet; 1808 wurde auf dem Pass eine Poststelle eingerichtet. Nach dem Fall Napoleons 1812 wurden die Arbeiten am Hospiz eingestellt. Das bis zum ersten Stock erbaute Haus blieb während 14 Jahren eine Ruine und wurde anschliessend von den Augustiner-Chorherren bis 1831 fertiggestellt. Die im Hospiz integrierte Kirche ist im Empirestil gebaut. Napoleons Ingenieure wollten eine viel kleinere Kirche. 1906 wurde im Haus eine elektrische Turbine eingebaut. Im gleichen Jahr wurde der Simplontunnel eröffnet. Damit änderte sich auch die Bedeutung des Hospizes. 1960 erarbeitete Prior Gratien Volluz eine „Spiritualität der Berge“, die dem Hospiz ein neues Leben schenkte. 1971 zerstörte eine Lawine ein mit dem Hospiz verbundenes Gebäude. 1973 wurde die Kirche umgebaut. 1992 wurde die Kirche mit byzantinisch inspirierten Ikonen geschmückt. Seit 1985 hat sich das Hospiz immer mehr für die Familienseelsorge geöffnet. 1995 wurde das Hospiz renoviert und modernisiert.

## Gegenwart
Heute wird das Simplon Hospiz von Prior Daniel Salzgeber und vier weiteren Chorherren geführt. Das Hospiz ist ein Haus der Begegnung und es bietet bis zu 100 Gästen Platz. Die Chorherren halten in der Kirche täglich eine Messe. Im Haus finden Exerzitien, Schullager und Kurse statt. Das Gebäude ist auch Ausgangspunkt für Wanderungen und Skitouren im Simplongebiet.

## Bilder

Hospiz 1914–1918
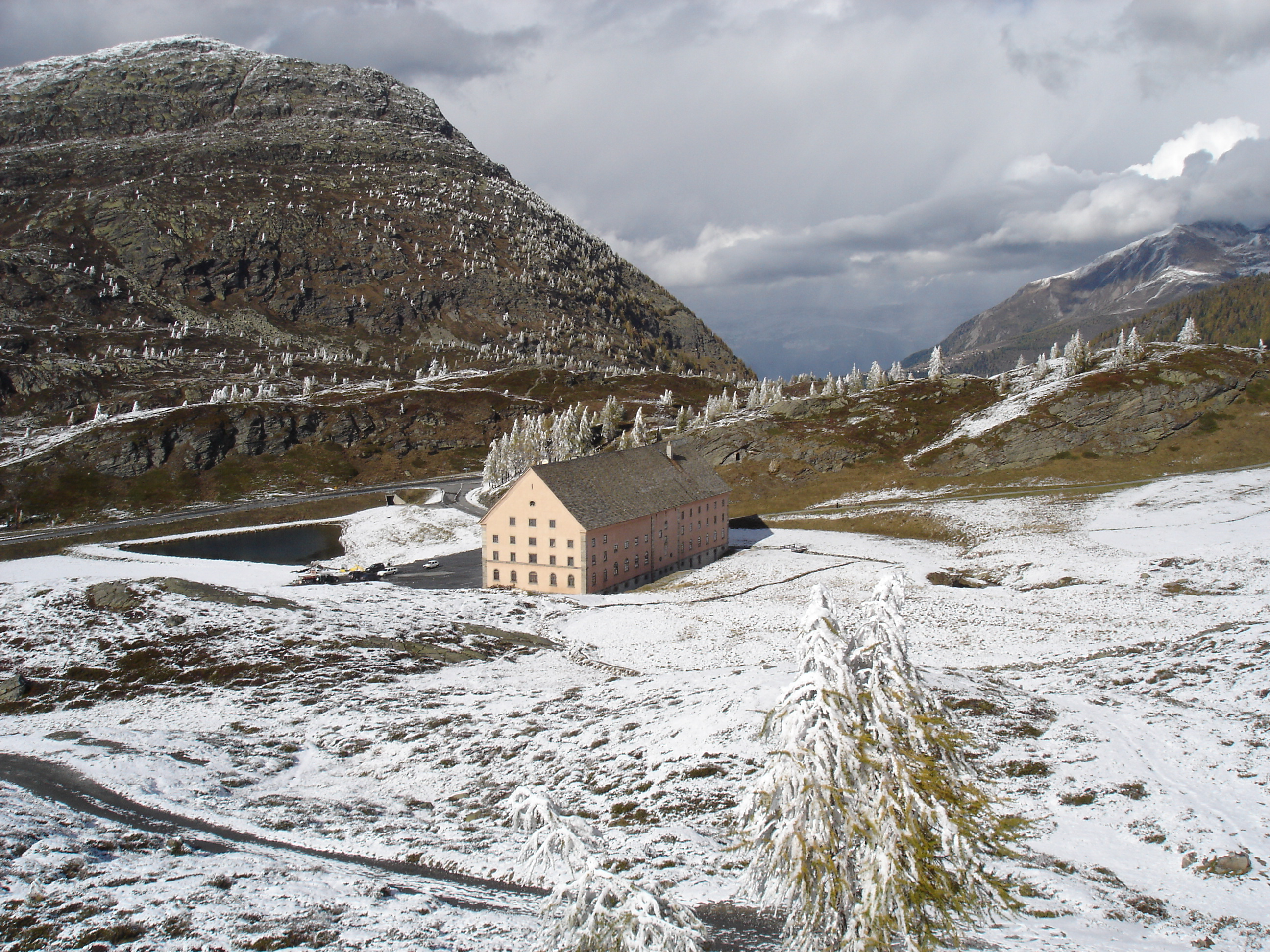
Das Hospiz im ersten Schnee
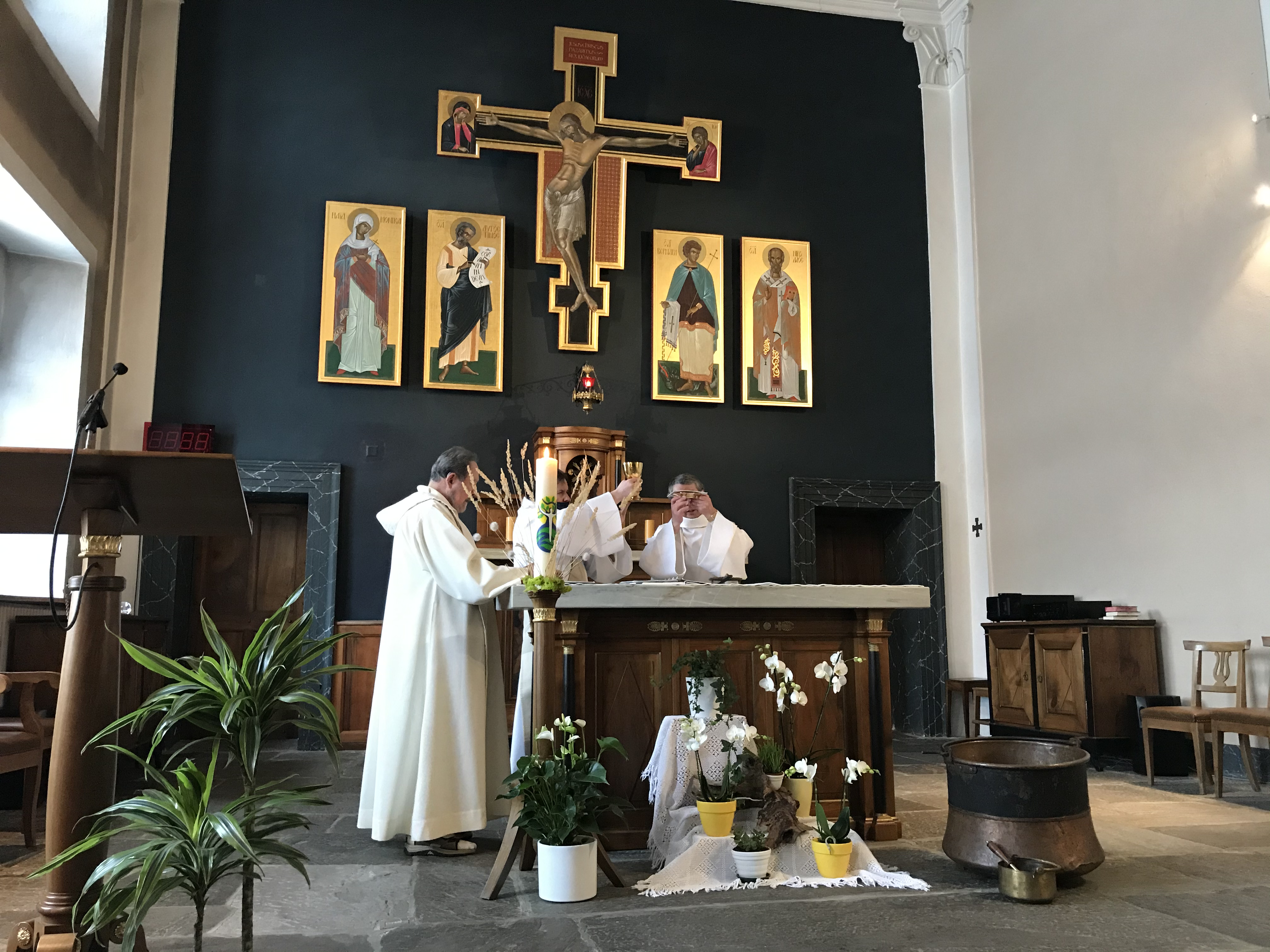